# Hinduísmo no Brasil

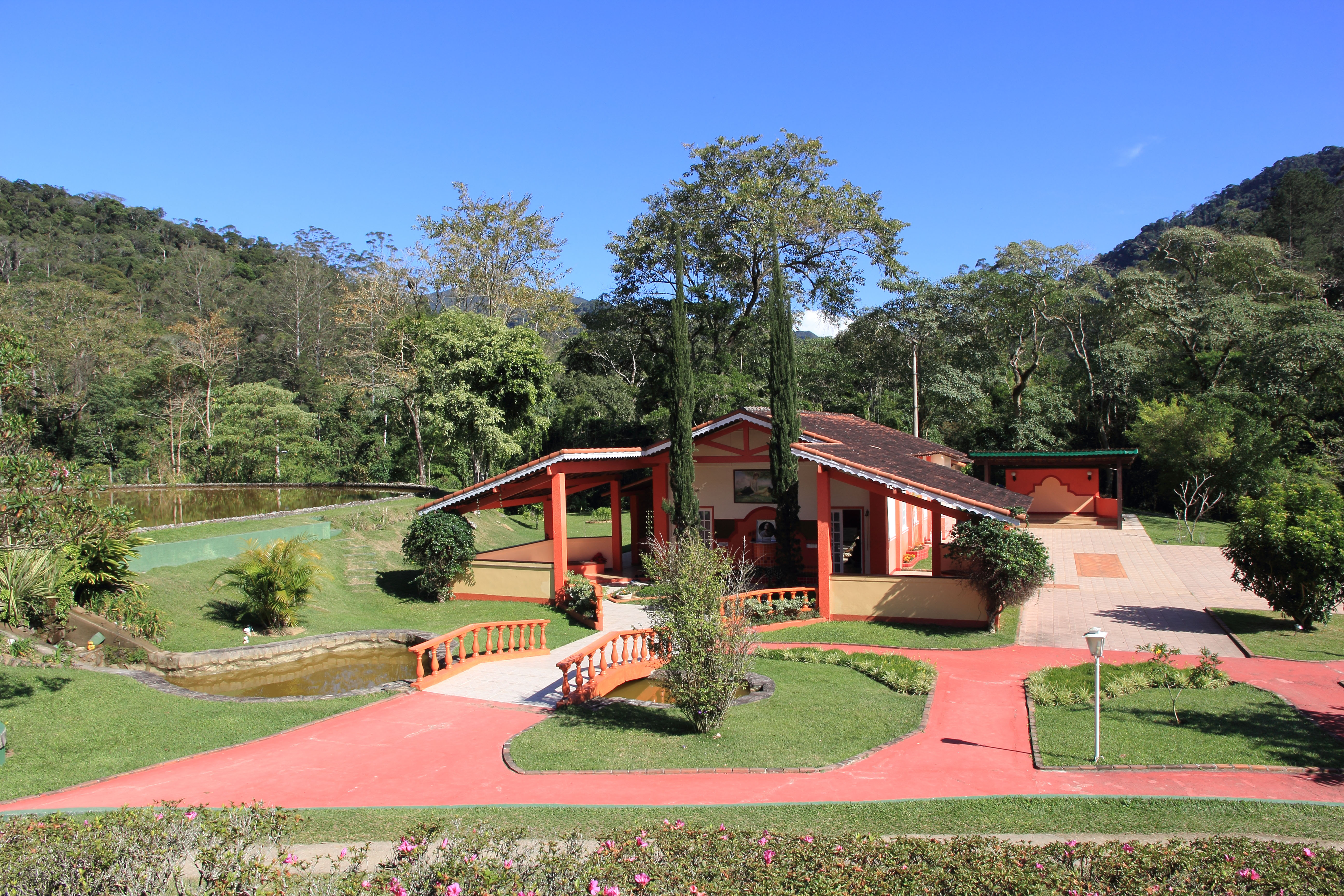
Templo Hare Krishna Ashram Vrajabhumi em Teresópolis, no estado do Rio de Janeiro.

O hinduísmo no Brasil é pouco comum e é encontrado em pequenas cidades. Os Xacras do Hinduísmo são usados em videos de relaxamento na internet da comunidade brasileira, devido também ao ioug. A jyotisha indiana tem ganhado cada vez mais espaço e tem sido considerada a forma de astrologia mais precisa de todas.
O Hinduísmo no país sul-americano é representado basicamente por Ananda Marga, Brahma Kumaris e a Osho (Oxo) Instituto Brasil, Movimento Hare Krishna, Yoga In Bound, Brasil Gaudiya Math e Sri Chaitanya 
Saraswat Math e a Organização Vrinda de Paramadweit. A Academia Brasileira de Astrologia Védica tem promovido, traduzido e divulgado esta forma de astrologia no país.

## Demografia
Municípios brasileiros com maior percentual de hindus no Brasil:
1. Nazário (GO) – 0,48%
2. Palmeiras (BA) – 0,46%
3. Itapina (ES) – 0,14%
4. Lindolfo Collor (RS) – 0,14%
5. Bocaina de Minas (MG) – 0,13%
6. São Lourenço da Serra (SP) – 0,11%
7. Xambrê (PR) – 0,10%
8. Itanagra (BA) – 0,06%
9. Porto Calvo (AL) – 0,06%
10. Tiradentes (MG) – 0,06%